# クラシック・ロイヤルシート
『クラシック・ロイヤルシート』は、1994年10月22日から2010年3月29日までNHKBS2で放送されたテレビ番組である。

## 概要
週末深夜の長時間の放送枠を用いて、世界のオペラハウスや人気の音楽祭から、話題のステージや注目のコンサートを「丸ごと」紹介する番組であった。
BS hiで放送されていた「ハイビジョンウィークエンドシアター」、教育テレビで放送されていた「芸術劇場」とともに、2010年4月からBS hiで放送開始した「プレミアムシアター」（2011年度からはBSプレミアム）に事実上統合される形で放送終了し、16年の歴史に幕を閉じた。

## 放送時間
- 1994年度
  - 後期：土曜 23:15 - 日曜 05:00
- 1995年度：日曜 00:00 - 05:00（土曜深夜）
- 1996年度：土曜 23:45 - 日曜 05:00
- 1997年度：日曜 00:10 - 05:00（土曜深夜）
- 1998年度：日曜 00:00 - 05:00（土曜深夜）
- 1999年度：土曜 00:30 - 05:00（金曜深夜）
- 2000年度：日曜 00:45 - 04:59（土曜深夜）
- 2001年度：日曜 00:45 - 04:59（土曜深夜）
- 2002年度：土曜 00:45 - 04:59（金曜深夜）
- 2003年度：土曜 00:00 - 03:59（金曜深夜）
- 2004年度
  - 前期：土曜 00:00 - 03:59（金曜深夜）
  - 後期：土曜 00:30 - 03:59（金曜深夜）
- 2005年度：土曜 00:30 - 03:59（金曜深夜）
- 2006年度：土曜 00:30 - 04:00（金曜深夜）
- 2007年度：月曜 00:55 - 03:59（日曜深夜）
- 2008年度：月曜 00:40 - 04:00（日曜深夜）
- 2009年度：月曜 01:00 - 04:00（日曜深夜）